# Alibánfa
Alibánfa je vesnice v Maďarsku v župě Zala, spadající pod okres Zalaegerszeg. Nachází se asi 4 km severovýchodně od Zalaegerszegu. V roce 2015 zde žilo 394 obyvatel, z nichž jsou 94,4 % Maďaři a 4,3 % Romové.
Alibánfa leží na řece Zale, přes kterou zde vede most. Sousedními vesnicemi jsou Kemendollár, Pethőhenye a Zalaszentiván.